# Walter Fritsch (Ingenieur)
Walter Fritsch (* 9. Oktober 1899 in Trier; † 24. September 1987) war langjähriger Dozent an Ingenieurschulen für Maschinenbau und Unterrichtsleiter der Ingenieurschule für Luftfahrttechnik (IfL).

## Leben und Wirken
Walter Fritsch wuchs in Bonn auf und meldete sich bei Ausbruch des Ersten Weltkriegs als Freiwilliger. Sein Studium begann er 1919 an der TH Aachen und entdeckte dort seine Liebe für die Segelfliegerei. So nahm er schon 1920 am ersten Rhön-Wettbewerb teil. Seine Diplom-Hauptprüfung legte er 1923 ab.
Fritsch sammelte zunächst 3 Jahre praktische Berufserfahrung als Konstrukteur bei den Fokker-Flugzeugwerken in Amsterdam. Danach kehrte er nach Aachen zurück und arbeitete 2 Jahre als Assistent am Aerodynamischen Institut von Theodore von Kármán. Nach der Promotion zum Dr. Ing. im Jahre 1928 wurde er Dozent an der Ingenieurschule für Maschinenwesen in Dortmund.
Schon ab 1931 war Fritsch an Gesprächen beteiligt, die Adolf Baeumker, damals Referent für Forschung und Entwicklung in der Abteilung Luftfahrt des Reichsverkehrsministeriums (RVM), initiiert hatte. Dieser suchte nach Möglichkeiten einer Stärkung der deutschen Luftfahrt durch Kooperation der Luftfahrtforschungsinstitute, der Luftfahrtindustrie und der Ingenieurausbildung.
Als 1937 die Ingenieurschule für Luftfahrttechnik (IfL) als Teil der Deutschen Forschungsanstalt für Segelflug (DFS) gegründet wurde, übernahm Fritsch die Funktion des Unterrichtsleiters und übte diese bis zur Schließung der IfL am 17. August 1945 aus. Nach dem Krieg arbeitete Walter Frisch als Dozent an der Ingenieurschule für Maschinenwesen (Maschinenbauschule) Darmstadt.